# Kerstin Rundqvist
Siv Kerstin Maria Rundqvist Johansson, ogift Rundqvist, född 25 mars 1942 i Nolby i Njurunda församling i Västernorrlands län, död 26 september 1988, var en svensk kyrkosångare (sopran). Hon turnerade runtom i landet som solist med kristen repertoar.
Kerstin Rundqvist var dotter till Erik Rundqvist och Viola, ogift Westerlund, i Sundsvall. Hon var solistutbildad vid Kungliga Musikhögskolan i Stockholm och medverkade i såväl radio som TV, bland annat i Hylands hörna 1965 och i tv-programmet O Store Gud 1967. Hon fick flera gånger stipendier, bland annat Kristina Nilsson-stipendiet och Jenny Lind-stipendiet.
Hon gav vid 15 års ålder ut singeln Var jag går här uti världen vida (1957), fortsatte med skivorna Jag vill hellre ha Jesus (1961), Sinner, to-day (1964), En fridfull jul (1965) och Göran i duett (1972). Hon samarbetade med Göran Stenlund och Lennart Jernestrand och medverkade även på skivor med Carl-Erik Olivebring, Einar Ekberg och Egon Zandelin.
Kerstin Rundqvist gifte sig 1966 med direktören Ingvar Johansson (född 1936). De bodde i Vetlanda och Vallentuna innan de 1971 utvandrade till Kanada tillsammans med sin dotter (född 1968).

## Diskografi i urval
- 1957 – Var jag går här uti världen vida [5]
- 1961 – Jag vill hellre ha Jesus [6]
- 1964 – Sinner, to-day [7]
- 1965 – En fridfull jul [8]
- 1972 – Göran i duett, tillsammans med Göran Stenlund [9]